# Società per l'Esercizio dei Diritti di Riproduzione Meccanica
La Società per l'Esercizio dei Diritti di Riproduzione Meccanica (Sedrim) è stato un ente pubblico economico a base associativa, preposto alla protezione e all'esercizio dell'intermediazione del diritto d'autore relativo alla riproduzione meccanica dei supporti discografici in Italia, dichiaratamente in forma di società di gestione collettiva senza scopo di lucro.

## Storia della Sedrim
La Sedrim venne fondata nel 1926 da un gruppo di editori e autori (tra cui Cesare Andrea Bixio), inizialmente con la denominazione Side (Società Incassi Diritti Editoriali) ed aveva come obiettivo il pagamento dei diritti editoriali alle edizioni musicali e dei diritti d'autore ai parolieri e ai compositori in relazione alla riproduzione meccanica; per quel che riguarda i dischi il pagamento veniva evidenziato dalla scritta Sedrim sull'etichetta.
Nel 1929 la Sedrim fondò, insieme alle rispettive società tedesche e francesi, il BIEM (Bureau International des Sociétés Gérant les Droits d'Enregistrement et de Reproduction Mécanique), organismo internazionale con sede in Francia con lo scopo di assicurare la tutela dei diritti editoriali e d'autore a livello internazionale.
Nel 1965 Taddeo Collovà, all'epoca direttore generale della Sedrim, stipulò un accordo con la prima azienda italiana che fabbricava nastri per registrazioni audio, la SIL di Torino, per corrispondere un'aliquota su ogni apparecchio fabbricato alla Sedrim, in previsione del danno derivato dalla pirateria che avrebbe causato una riduzione delle vendite di dischi, accordo che però rimase impraticato.
Dal primo gennaio 1970, per via di un decreto governativo che applicava la legge del 1942 sul Diritto d'autore italiano le funzioni della Sedrim vennero rilevate dalla SIAE, la cui sigla sostituì nei dischi quella della Sedrim, che cessò di esistere, non senza qualche polemica e problema (per esempio la tutela delle opere di autori legati alla Sedrim che non superavano l'esame di iscrizione alla SIAE).
Molti dipendenti Sedrim vennero poi assunti in Siae.
L'archivio della Sedrim è conservato presso la Fondazione Giorgio Cini a Venezia.